# 白兰瓜
白兰瓜，又名兰州蜜瓜，原名华莱士，原产于法国。白兰瓜一般重量为1.5－2公斤，皮厚瓜甜，汁丰肉嫩。在中国，白蘭瓜是从美国引入此栽培种，成為兰州的特产。

## 白蘭瓜之得名
1944年，美国副总统亨利·阿加德·华莱士访問中國，途径甘肃省兰州市，带来了由罗德明博士选送的此瓜种，交给当时甘肃省建设厅厅长的张心一博士，为纪念华莱士，而将瓜命名为「华莱士」。后因认为「华莱士」有崇美色彩，1956年，时任甘肃省省长的邓宝珊将军，将瓜名改为“白兰瓜”，取瓜皮白而出于兰州之意。

## 营养

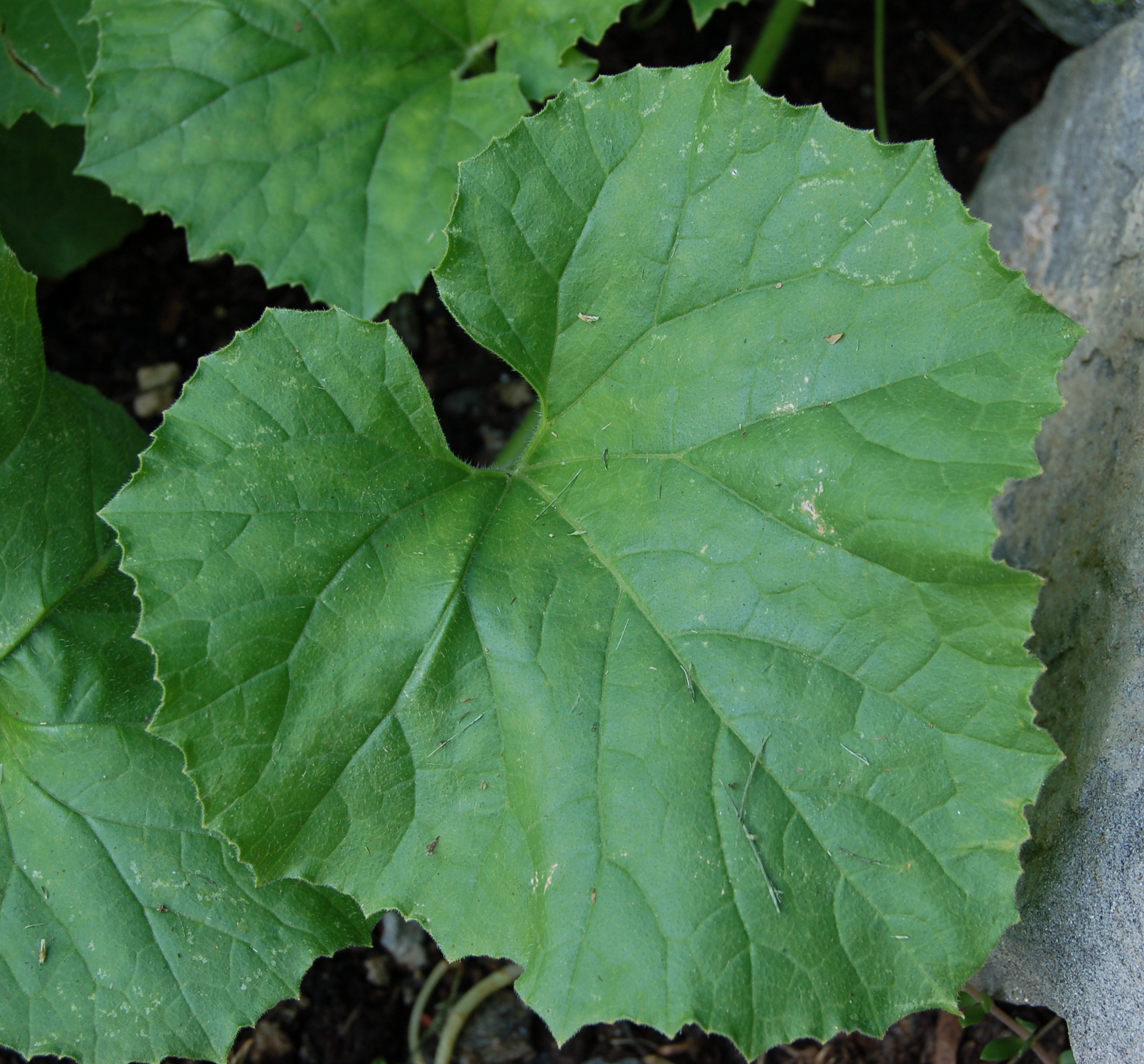
白兰瓜叶

每100 g白兰瓜鲜品（可食用部分）含：
- 热量：40 kcal，约150 kJ
- 糖类：9 g
  - 糖：8 g
  - 膳食纤维：1 g
- 脂肪：0.1 g
- 蛋白质：0.5 g
- 维生素C：18 mg
- 钠：18 mg